# Verlassenschaftsverfahren
Das Verlassenschaftsverfahren ist ein gerichtliches Verfahren im österreichischen Erbrecht, das der Feststellung des Vermögensstandes der Verlassenschaft und der Übereignung an den Erben dient. Anders als in Deutschland nach § 1922 BGB geht in Österreich die Erbschaft nicht kraft Gesetzes auf den oder die Erben über.

## Zuständigkeit
Das Verlassenschaftsverfahren wird von den Bezirksgerichten geführt und ist im Außerstreitgesetz geregelt. Zum größten Teil wird es von dem zuständigen, öffentlichen Notar als Gerichtskommissär abgewickelt, oder alternativ dazu in Form des Erbenmachthabers von einem von den Erben frei wählbaren Notar oder Rechtsanwalt durchgeführt. Im letzten Fall bleiben dem zuständigen Notar in der Rolle des Gerichtskommissärs bestimmte im Gesetz verankerte formale Verfahrensschritte zur Erledigung vorbehalten. Dem Gericht sind Entscheidungen in Form von Beschlüssen (wie etwa die Entscheidung über das Erbrecht oder der Beschluss über die Einantwortung) vorbehalten. Seit 1. Jänner 2005 hat der Gerichtskommissär aufgrund einer umfassenden Novelle des Außerstreitgesetzes noch mehr Aufgaben übertragen erhalten und kann nun das Verfahren weitgehend selbständig führen.

## Vorverfahren
Erfährt die Personenstandsbehörde vom Ableben einer Person, übermittelt diese die Sterbeurkunde an das Verlassenschaftsgericht (Bezirksgericht in dessen Sprengel der Verstorbene seinen Wohnsitz hatte). Dieses legt einen Verlassenschaftsakt an und übermittelt ihn an den zuständigen Notar als Gerichtskommissär.
Der erste Verfahrensabschnitt, das sogenannte Vorverfahren  hat vor allem die Todesfallaufnahme (früher Todfallsaufnahme), das ist die Erfassung der Daten des Verstorbenen, des Vorhandenseins erbberechtigter Verwandter, letztwilliger Verfügungen, von  Vermögenswerten und/oder Schulden, sowie die Übernahme dieser eventuellen letztwilligen Verfügungen durch den Gerichtskommissär zum Gegenstand (§ 145 AußStrG).
In Bezug auf den Nachlass kann der Gerichtskommissär Verfügungen (z. B. Öffnung eines Banksafes) und Sicherungsmaßnahmen setzen und der Gerichtskommissär kann die Kosten für ein einfaches Begräbnis freigeben (§ 148 AußStrG) Gläubigerforderungen sind beim Gerichtskommissär oder beim Verlassenschaftsgericht anzumelden können aber auch bei Gericht eingeklagt werden.

## Verlassenschaftsabhandlung
Danach folgt die eigentliche Verlassenschaftsabhandlung. Die Erben werden aufgefordert eine Erbantrittserklärung abzugeben (d. h. zu erklären, ob und wie sie die Erbschaft annehmen oder ausschlagen wollen) und ihr Erbrecht auszuweisen (indem sie angeben, ob sie sich auf die gesetzliche Erbfolge, auf ein Testament oder Erbvertrag stützen).
Bei einer unbedingten Erbantrittserklärung übernimmt der Erbe eine unbeschränkte Haftung für Schulden des Erblassers, auch wenn diese den Wert des Aktivvermögens der Verlassenschaft übersteigen. Somit riskiert der Erbe auch die Überschuldung des Nachlasses oder das Vorhandensein unbekannter Verbindlichkeiten. (§ 801 ABGB)
Bei der bedingten Erbantrittserklärung haftet er für Schulden nur bis zu dem Betrag, der dem Wert der Verlassenschaft entspricht (§ 802 ABGB). Bei einer bedingten Erbantrittserklärung ist jedenfalls ein Inventar zu errichten. Darin sind die Aktiva und Passiva des Nachlasses zu vermerken. Auch die Nachlassgläubiger sind vom Gericht durch den Gläubigeraufruf einzuberufen. Dadurch soll ein Überblick über den Schuldenstand der Verlassenschaft verschafft werden, damit diese wissen ob und bis zu welcher Quote die Schulden bedient werden können oder ob sie ein Insolvenzverfahren über die Verlassenschaft beantragen müssen. Die Erben müssen jedenfalls die Gläubiger quotenmäßig im Verhältnis zur Forderungshöhe befriedigen.

## Streit um das Erbrecht
Geben mehrere Personen einander widersprechende Erklärungen ab, hat zunächst der Gerichtskommissär zu versuchen eine Einigung herbeizuführen. Gelingt dies nicht, hat das Gericht nach einem Beweisverfahren, das im Rahmen der Verlassenschaftsabhandlung geführt wird, nach einer mündlichen Verhandlung mit Beschluss das Erbrecht der Berechtigten festzustellen und die anderen Erbantrittserklärungen abzuweisen.
Der Erblasser kann letztwillig verfügen, dass der Streit um das Erbrecht vor einem Schiedsgericht zu erfolgen hat. Dies gilt nicht für die Durchführung des Verlassenschaftsverfahrens.
Die Erben und Vermächtnisnehmer haben auch die Möglichkeit, Streitigkeiten über die Erbberechtigung und die Auslegung des Testaments mittels eines Vergleichs zu regeln oder die Aufteilung von Vermögensgegenständen durch ein Erbteilungsübereinkommen anders zu regeln als testiert oder gesetzlich vorgesehen.
Parteien im Verlassenschaftsverfahren sind die Erben. Pflichtteilsberechtigte haben nur Beteiligtenstellung, Vermächtnisnehmer werden überhaupt nur von ihren Ansprüchen verständigt, ohne am Verfahren beteiligt zu sein.

## Abschluss des Verlassenschaftsverfahrens
Das Verlassenschaftsverfahren endet im Normalfall mit der Einantwortung, durch die der Erbe in alle Rechte und Pflichten des Erblassers (allenfalls je nach Art der abgegebenen Erbantrittserklärung nur im Umfang der Verlassenschaftsaktiva) eintritt.
Da es sich bei dem beschrieben Verfahren um ein sehr aufwändiges Prozedere handelt, gibt es für den Fall, dass der Nachlass nur sehr gering und überschuldet ist, Sondervorschriften, nach denen die Aktiva des Nachlasses den Gläubigern an Zahlungs statt überlassen wird (nach dem bis Ende 2004 geltenden alten Außerstreitgesetz iure crediti-Einantwortung genannt). Bei größerem Vermögen kann ein Nachlasskonkurs durchgeführt werden. Bei Vorhandensein von Aktiva sind daraus vorrangig die Begräbniskosten zu ersetzen.
Sind Aktiven der Verlassenschaft nicht vorhanden oder übersteigen sie nicht den Wert von 5000 Euro und sind keine Eintragungen in öffentliche Bücher (Grundbuch, Firmenbuch) erforderlich, so unterbleibt die Abhandlung, wenn kein Antrag gestellt wird (nach dem alten Außerstreitgesetz sprach man von der Abtuung armutshalber das neue Außerstreitgesetz spricht von Unterbleiben der Abhandlung).

## Nachträgliche Geltendmachung von erbrechtlichen Ansprüchen
Auch nach Abschluss des Verlassenschaftsverfahrens kann der „wahre Erbe“ gegen einen „falschen Erben“ (= Scheinerbe) seinen Anspruch mit der Erbschaftsklage geltend machen. Dies ist der Fall, wenn nach Einantwortung ein jüngeres, gültiges Testament zum Vorschein kommt, das den „wahren Erben“ statt des Scheinerben – dem das Gericht die Verlassenschaft eingeantwortet hat – begünstigt. Da der Scheinerbe kein subjektives Erbrecht hatte, wurde er nie Eigentümer des Nachlasses. Ab Kenntnis des späteren Testaments gilt für die Erbschaftsklage eine Verjährungsfrist von drei Jahren, längstens aber von 30 Jahren ab dem Tod des Erblassers.
Wird nach der Einantwortung der Erben zusätzliches Vermögen des Erblassers vorgefunden, so hat der Gerichtskommissär die Parteien davon zu verständigen. Das Inventar ist zu ergänzen bzw. die Erben aufzufordern, ihre Vermögenserklärung zu ergänzen. Eine Ergänzung des Einantwortungsbeschlusses ist in der Regel nicht notwendig  (§ 183 AußStrG). Die Erben werden durch die bereits erfolgte Einantwortung berechtigt, sich das Vermögen entsprechend ihrer Erbquoten aufzuteilen.